# Mesogonia charapensis
Mesogonia charapensis är en insektsart som beskrevs av Young 1977. Mesogonia charapensis ingår i släktet Mesogonia och familjen dvärgstritar. Inga underarter finns listade i Catalogue of Life.